# سیارک ۷۰۸۶
سیارک ۷۰۸۶ (به انگلیسی: 7086 Bopp، نامگذاری:1991TA1) هفت هزار و هشتاد و ششمین سیارک کشف شده‌است که در ۵ اکتبر ۱۹۹۱ کشف شد.
قدر مطلق سیارک برابر ۱۳٫۴۰ است.